# ميشيل مايور

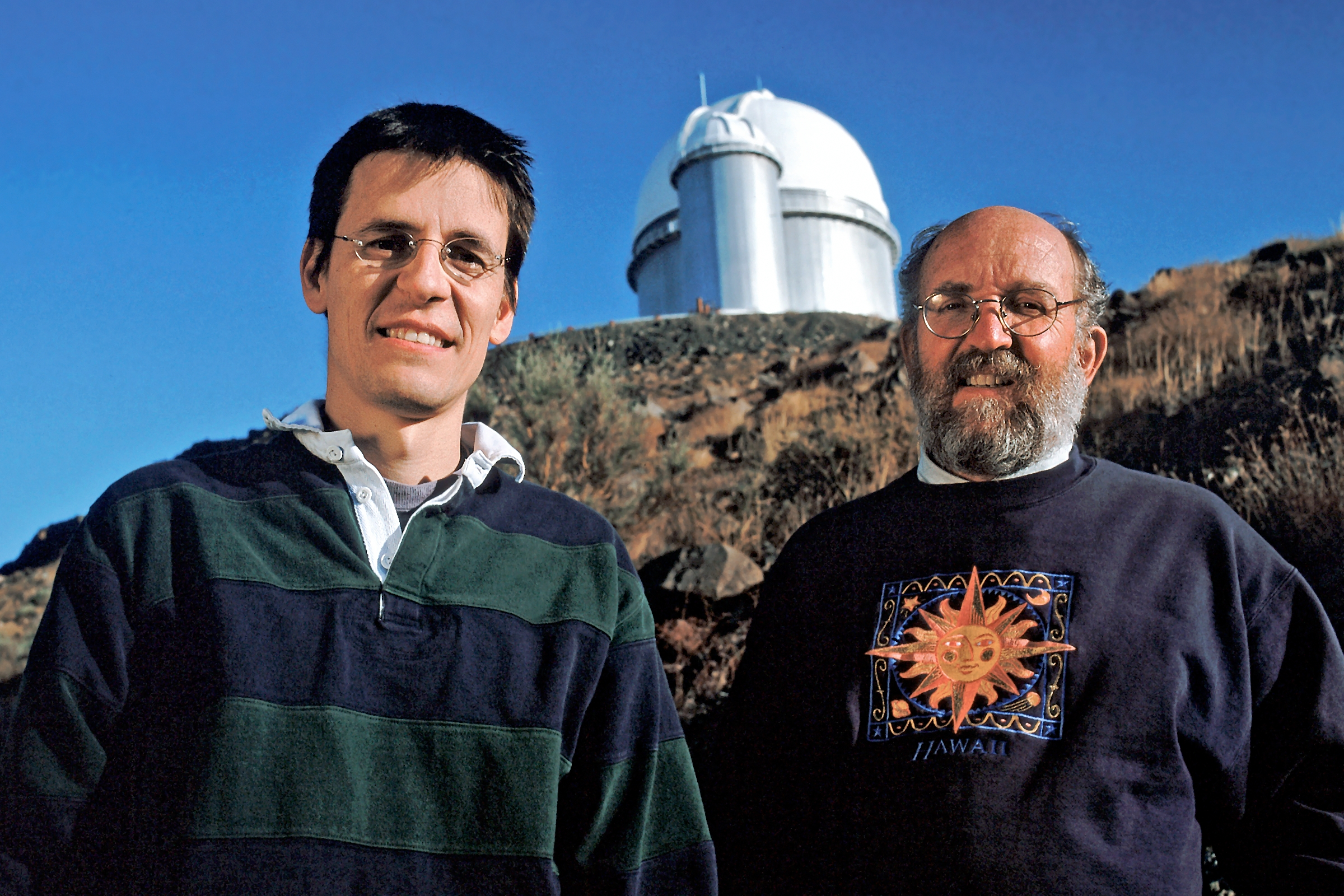
ديدييه كيلوز وميشيل مايور في مرصد لا سيلا (2012).

ميشيل مايور (بالفرنسية: Michel Mayor)‏ (و. 1942 – م) هو أستاذ جامعي، وعالم فيزياء فلكية، وعالم فلك من سويسرا . ولد في لوزان . وهو عضواً في الأكاديمية الفرنسية للعلوم، والأكاديمية الأمريكية للفنون والعلوم .

## التعليم
تعلم في جامعة جنيف

## جوائز
حصل على جوائز منها:
- جائزة نوبل في الفيزياء (2019).
- الميدالية الذهبية للجمعية الفلكية الملكية (2015)
- وسام كارل شفارنسشيلد (2010)
- جائزة شو (2005) [15]
- جائزة بلزان
- جائزة بيير جانسين.

## روابط خارجية
- ميشيل مايور على موقع الموسوعة البريطانية (الإنجليزية)
- ميشيل مايور على موقع مونزينجر (الألمانية)